# Halfdan Ragnarsson
Halfdan Ragnarsson detto Tunica Bianca (in norreno Halfdan Ragnarosson Hvitsärk; ... – Strangford Lough, 877) è stato un comandante vichingo, figlio del semi-leggendario Ragnarr Loðbrók e di sua moglie Kráka. Fu uno dei capi della grande armata danese che invase i regni di Inghilterra a partire dal 865.

## Identificazione
Il nome di Halfdan non compare in tutte le fonti che parlano dei figli di Ragnarr Loðbrók; ad esempio, il Ragnarssona þáttr ("saga breve dei figli di Ragnarr") menziona al suo posto un certo Hvitsärk ("tunica bianca"). Tuttavia, il fatto che i due nomi siano mutualmente esclusivi ha indotto alcuni studiosi a credere che le figure in questione siano lo stesso individuo. Pertanto, Hvitsärk sarebbe stato un epiteto o soprannome per distinguere Halfdan da eventuali omonimi, essendo il suo un nome relativamente comune tra i vichinghi dell'epoca.

## Storia
Fu uno dei sei figli di Ragnarr Loðbrók menzionato nelle saghe norrene; tra i fratelli o fratellastri di Halfdan si annoverano Björn Fianco di Ferro, Ívarr Senz'ossa, Sigurðr Serpente nell'Occhio e Ubbe. Dopo aver vendicato la morte del padre coi suoi fratelli si mise a saccheggiare il territorio di Garðaríki. Halfdan fu il primo vichingo a diventare re di Northumbria e pretendente al trono del regno di Dublino. Morì nella battaglia di Strangford Lough nel 877 contro Bárid mac Ímair, nel tentativo di far valere il suo diritto al trono irlandese.

## Nella cultura di massa
Compare come alleato nel videogioco Assassin's Creed: Valhalla, dove sono presenti anche i suoi fratelli Ivarr e Ubba.